# 애플릿
애플릿(영어: applet)은 플러그인의 하나로서 전용 위젯 엔진이나 더 큰 프로그램 범위 내에서 실행되는 특정한 작업을 수행하는 조그마한 응용 프로그램을 말한다. 웹 브라우저, 제어판과 같은 다른 프로그램에서 실행되는 소프트웨어 구성 요소로 볼 수 있다. 애플릿은 독립적으로 사용되지 않으며 작은 기능을 가지고 있다. 이것은 1993년 애플스크립트에서 처음 도입된 용어이다. 애플릿은 "서브루틴"과 기능이 많이 다르다. 먼저, "서블릿" 같은 한 종류의 클라이언트 플랫폼에서만 동작한다. 또한 서브루틴과 달리 애플릿의 컨테이너에 의해 기능이 제한된다. 애플릿은 스크립트 언어가 아닌 컴파일 가능 언어로 작성되므로 성능 향상이나 다양한 기능을 가져올 수 있다. 서브루틴과 달리, 완전한 웹 구성 요소를 애플릿을 가지고 작성할 수 있다. 서블릿은 완전한 기능을 갖춘 응용 프로그램은 아니며 쉽게 접근하기 위해 계획되었다.

## 특성
컴퓨터 프로그램과 달리 애플릿은 독립적으로 실행될 수 없다. 애플릿은 그래픽을 보여 주고 사용자와 통신한다. 하지만 이러한 것들은 상태(자격)를 가지고 있지 않고 제한된 보안 권한만 가지고 있다. 애플릿은 프로그램이 제공하는 컨테이너 안에서 실행되어야 하며, 플러그인을 통해서 작성되어야 한다.

## 인터페이스
애플릿은 특정한 형태의 사용자 인터페이스를 가지고 있거나 웹 페이지 안에 전체 인터페이스를 가지고 있다. 이는 스크립트 언어로 작성된 프로그램과 다르다.
애플릿은 호스트 프로그램과 같이 작동하거나 다른 것에 영향을 끼칠 수도 있다. 하지만 보안 모델의 영향에 의해 보통 그렇게 잘 쓰이지 않는다.

## 예제
애플릿의 예로 자바 애플릿과 플래시 동영상을 들 수 있다. 또 다른 것은 인터넷 익스플로러 및 다른 플러그인을 지원하는 브라우저에 소속된 윈도 미디어 플레이어이다. 어떠한 플러그인들은 웹 브라우저에서 3차원 모델들을 보여 주기도 한다. 이 모델들은 대개 자유롭게 변형할 수 있다. 많은 브라우저 게임들은 애플릿 기반이므로 대부분 완전한 기능을 위해 따로 무언가를 설치하지 않아도 된다.

## 같이 보기
- 자바 애플릿
- 제어판
- IFTTT